# Fibonaccigedicht
Een Fibonaccigedicht (ook wel afgekort als Fib, een term geïntroduceerd door Gregory K. Pincus) is een jonge, Westerse vorm van poëzie waarin de oude Japanse kunst van de haiku gecombineerd is met de rij van Fibonacci uit de wiskunde.
Net als de haiku kent het Fibonaccigedicht een strenge lettergreepverdeling. Bij het Fibonaccigedicht is die verdeling echter niet zoals bij de haiku gebaseerd op de getallen 5-7-5 in de lettergreepverdeling, maar op de eerste zes termen uit de rij van Fibonacci.

## Structuur
De standaardvorm van het Fibonaccigedicht is de zesregelige vorm, waarbij elke regel het volgende aantal lettergrepen heeft:
1
1
2
3
5
8
Varianten met meer dan zeven regels komen zelden voor, aangezien het aantal lettergrepen dan overeenkomstig de Fibonaccireeks zeer snel toeneemt.

## Voorbeeld
Ik

leef

op de

grens van de

toekomstige tijd

die me steeds een stapje voor blijft.